# Gustav-Adolf-Straße 37 (Magdeburg)

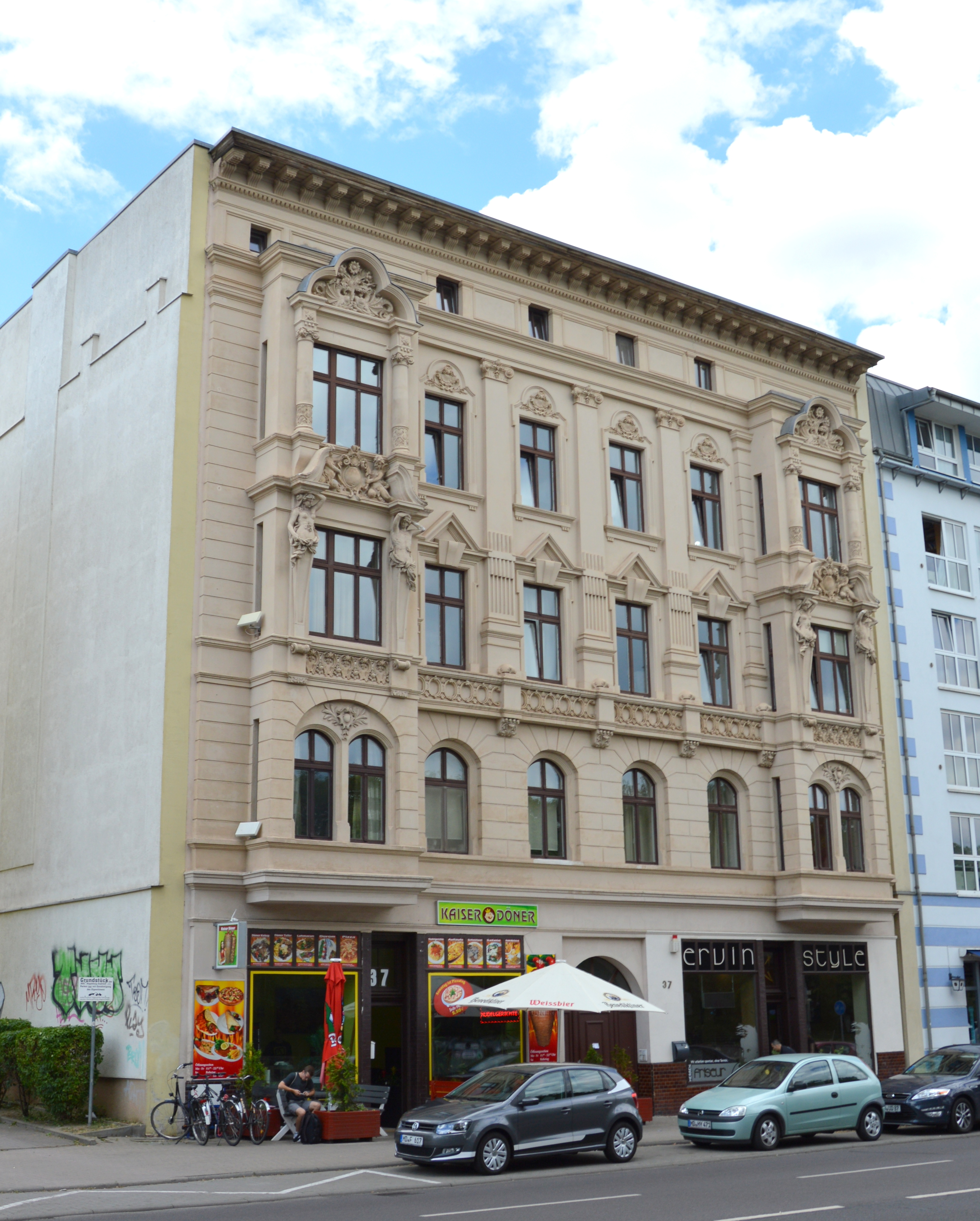
Haus Gustav-Adolf-Straße 37

Das Haus Gustav-Adolf-Straße 37 ist ein denkmalgeschütztes Gebäude in Magdeburg in Sachsen-Anhalt.

## Lage
Es befindet sich auf der Westseite der Gustav-Adolf-Straße in der Magdeburger Altstadt.

## Architektur und Geschichte
Das viereinhalbgeschossige Wohn- und Geschäftshaus wurde im Jahr 1897 vom Bauunternehmer Wilhelm Hoffmann für das Baugeschäft D. Hoffmann erbaut. Der verputzte sechsachsige Bau ist repräsentativ im Stil des Neobarock gestaltet und üppig mit ornamentalen und figürlichen Stuckelementen verziert. Es besteht eine kolossale Pilastergliederung. Vor den oberen Geschossen der jeweils äußeren Achsen sind Kastenerker angefügt. Auch die Erker sind mit Stuck verziert und mit Sprenggiebeln und Kleeblattbögen versehen. Das Gesims ist deutlich hervorgehoben. Bedeckt wird der Bau von einem Flachdach.
Im örtlichen Denkmalverzeichnis ist das Wohn- und Geschäftshaus unter der Erfassungsnummer 094 17422 als Baudenkmal verzeichnet.